# Mclaydromia
Mclaydromia is een geslacht van kreeftachtigen uit de klasse van de Malacostraca (hogere kreeftachtigen).

## Soorten
- Mclaydromia colini Guinot & Tavares, 2003
- Mclaydromia dubia (Lewinsohn, 1984)